# Guy Cotten
Pour les articles homonymes, voir Cotten.
Guy Cotten est un entrepreneur français, né le 14 octobre 1936 à Saint-Yvi (Finistère) et mort le 3 avril 2013  à Quimper. Il a créé, en 1969 à Concarneau, les Établissements Guy Cotten, société française spécialisée dans le vêtement de mer, célèbre pour son ciré jaune.

## Histoire
Né de parents agriculteurs, avant-dernier d'une famille de 8 enfants, le père de Guy Cotten meurt alors qu'il n'a que 9 ans. Contraint de rapidement travailler, il devient coureur cycliste, puis représentant auprès d'une société vosgienne pour la marque "Chaîne des Vosges".
En 1964, il décide de vendre des vêtements de pêche sur le port de Concarneau et de lancer son propre atelier pour la confection de cirés plus légers et résistants, utilisant le nylon plutôt que le traditionnel coton enduit. Il conçoit en 1966 la Rosbras, veste à fermeture à glissière et double velcro, qui devient la référence de la marque. Conçues à partir d'un tissu fait de mailles de polyester recouverte d'une induction de PVC, fabriqué en Ardèche, offrant imperméabilité, légèreté et résistance, les vestes disposent de coutures doublées de deux soudures à haute fréquence, qui éliminent les possibilités d'infiltration de l'eau. L'entreprise qui emploie une dizaine de personnes croît, profitant du développement des écoles de voile, et ouvre un nouvel atelier à Trégunc.
En 1974, Alain Le Quernec dessine le petit bonhomme jaune qui devient le logo emblématique de la marque, qui s'adjoint en 1981 le slogan L'abri du marin.
En 1988, l'entreprise rachète Piel à Pirelli, spécialisé dans le matériel de survie. Il met quatre ans à concevoir la TPS (Thermal Protective Suit) combinaison de survie souple, légère et isolante, qui sauve de la mort Raphaël Dinelli et Thierry Dubois, lors du Vendée Globe 1996.
Devenue multinationale, avec des filiales au Royaume-Uni, en Espagne et aux États-Unis, la société est l'un des leaders pour l'équipement des marins pêcheurs et des plaisanciers. La marque est présente dans 5 000 points de vente, dont 2 000 hors de France. La production s'est diversifiée et la veste Rosbras, symbole de la marque, ne représente plus aujourd'hui qu'un dixième des ventes.
En 2003, Nadine Bertholom, fille du fondateur, prend la direction de l'entreprise.
En 2006, la société a été primée au Salon nautique international de Paris pour sa capuche Magic, suivant les mouvements de la tête.

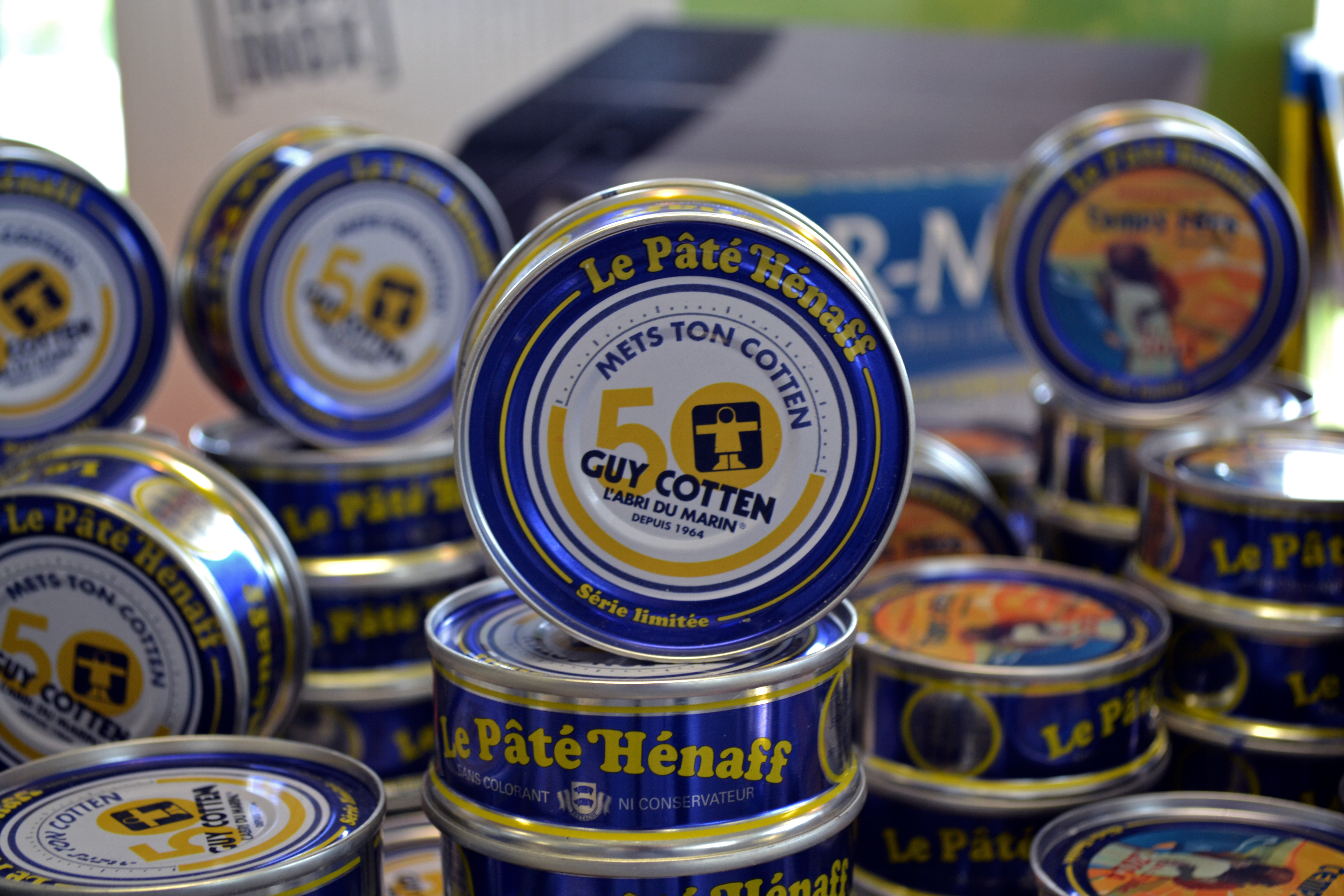
Série limitée de boîtes de Pâté Hénaff, « le pâté du mataf »

La société est un partenaire important du monde de la voile, sponsor des navigateurs[réf. nécessaire] Roland Jourdain, Marc Guillemot, Yann Elies, Eric Drouglazet, François Gabart, Gilles Gahinet, Anne Quéméré, Florence Arthaud, Christophe Auguin et Jean Le Cam, et partenaire du National équipage.

## Annexe